# Asperatus

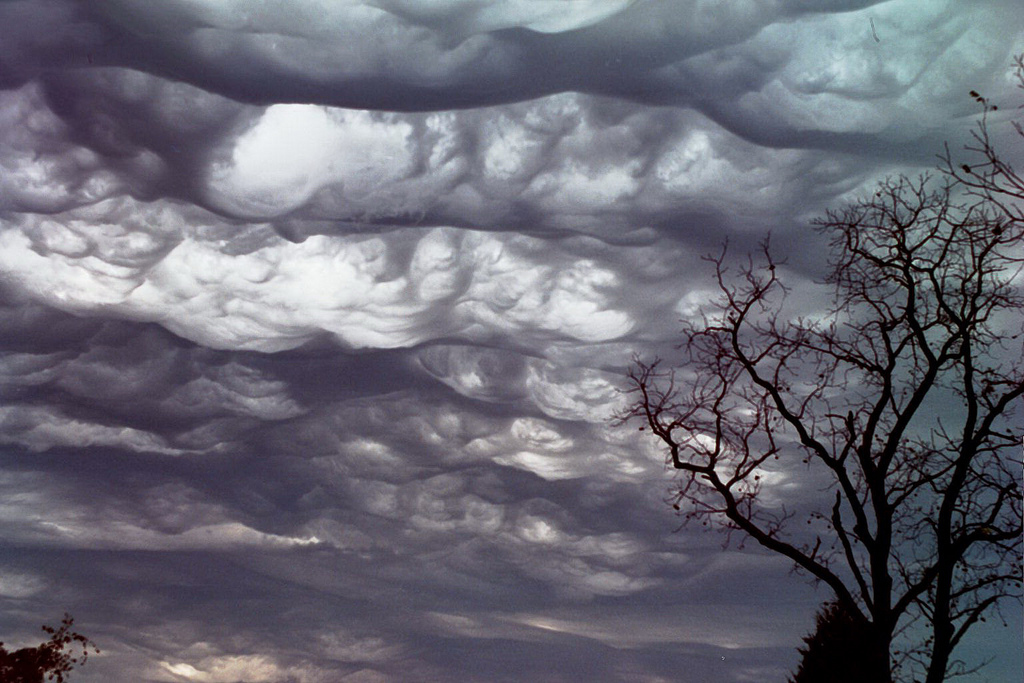
Undulatus asperatus en Misuri.

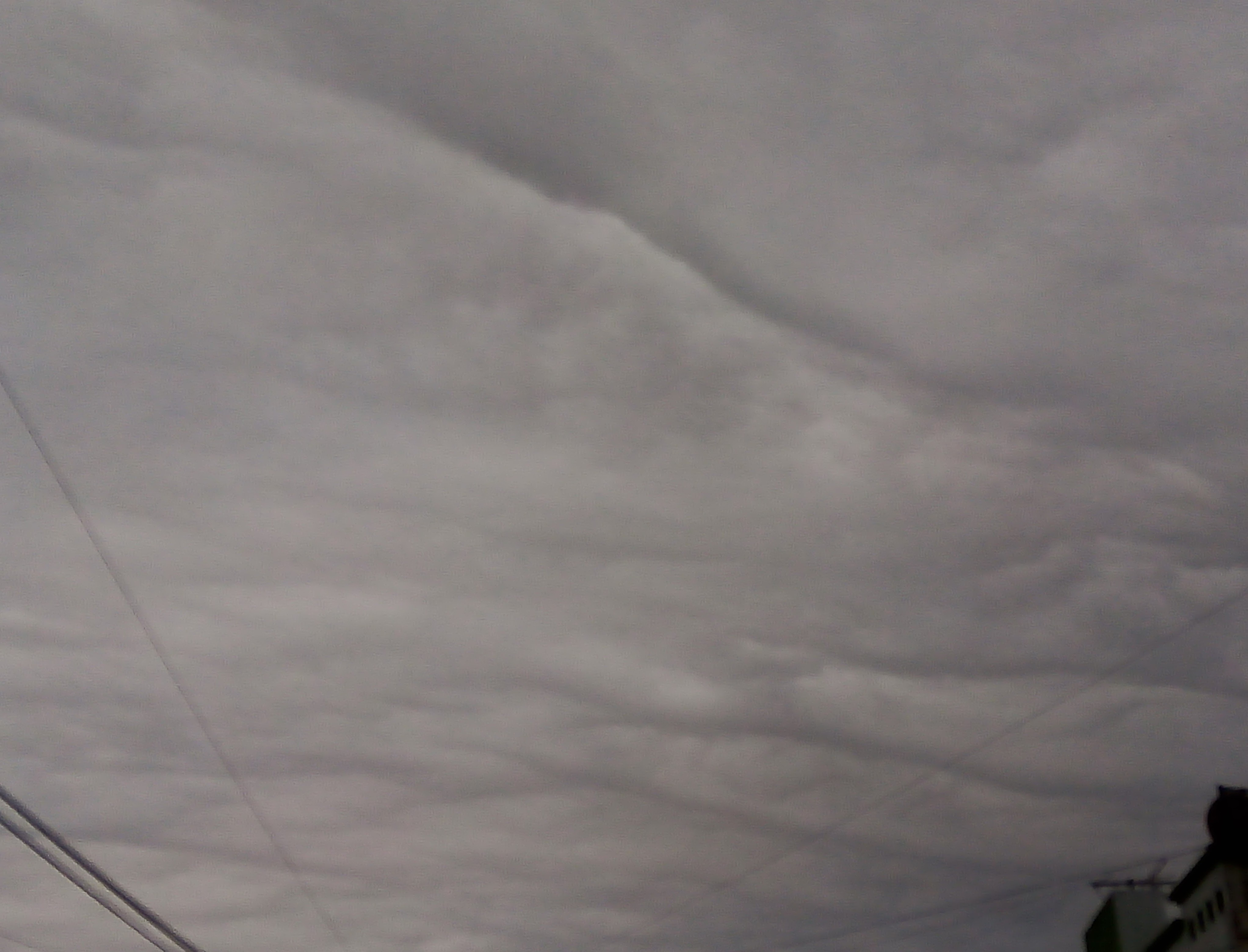
Asperatus en el Noreste de México.

Undulatus asperatus o asperatus es una rara formación nubosa, reconocida recientemente.  El nombre se traduce aproximadamente como ondas ásperas o agitadas.

## Descubrimiento
Margaret LeMone, una experta en nubes del National Center for Atmospheric Research ha tomado fotos de nubes asperatus durante 30 años, y la considera probablemente como un nuevo tipo de nube.  El 20 de junio de 2006 Jane Wiggins tomó una imagen de nubes asperatus desde la ventana de un edificio de oficinas en Cedar Rapids, Iowa. En marzo de 2009, Chad Hedstroom tomó una imagen de nubes asperatus desde su coche, cerca de Greenville Ave en Dallas, Texas. En 2009 Gavin Pretor-Pinney, fundador de la Cloud Appreciation Society, encontró una de estas imágenes y comenzó a trabajar ante la Royal Meteorological Society para promover el reconocimiento del nuevo tipo de nube. La fotografía de Wiggins fue publicada en el sitio web de National Geographic el 4 de junio de 2009.

## Nubes relacionadas
Las nubes más cercanamente relacionadas con las nuevas nubes son las nubes undulatus. Aunque parecen oscuras y tormentosas, tienden a disiparse sin provocar tormentas. Las nubes de aspecto ominoso han sido particularmente frecuentes en los estados llanos de los Estados Unidos, a menudo durante las mañanas o las horas del mediodía siguiendo a la presencia de actividad tormentosa convectiva. Hacia junio de 2009 la Royal Meteorological Society reunió evidencias del tipo de patrones de clima en los que las nubes undulatus asperatus aparecen, así como para estudiar cómo se forman y decidir si son diferentes de las otras nubes undulatus.

### Nubes bajas
Niebla ·
 Stratus ·
 Cumulus ·
 Cumulus humilis ·
 Cumulus mediocris ·
 Stratocumulus ·
 Arcus ·
 Stratus fractus ·
 Nube embudo ·
 Nimbostratus ·
 Nimbostratus virga ·
Barrera de nubes o Nube concha ·
 Muro de nubes o Nube muro ·
 Actinoform ·
Undulatus asperatus